# Formicinae

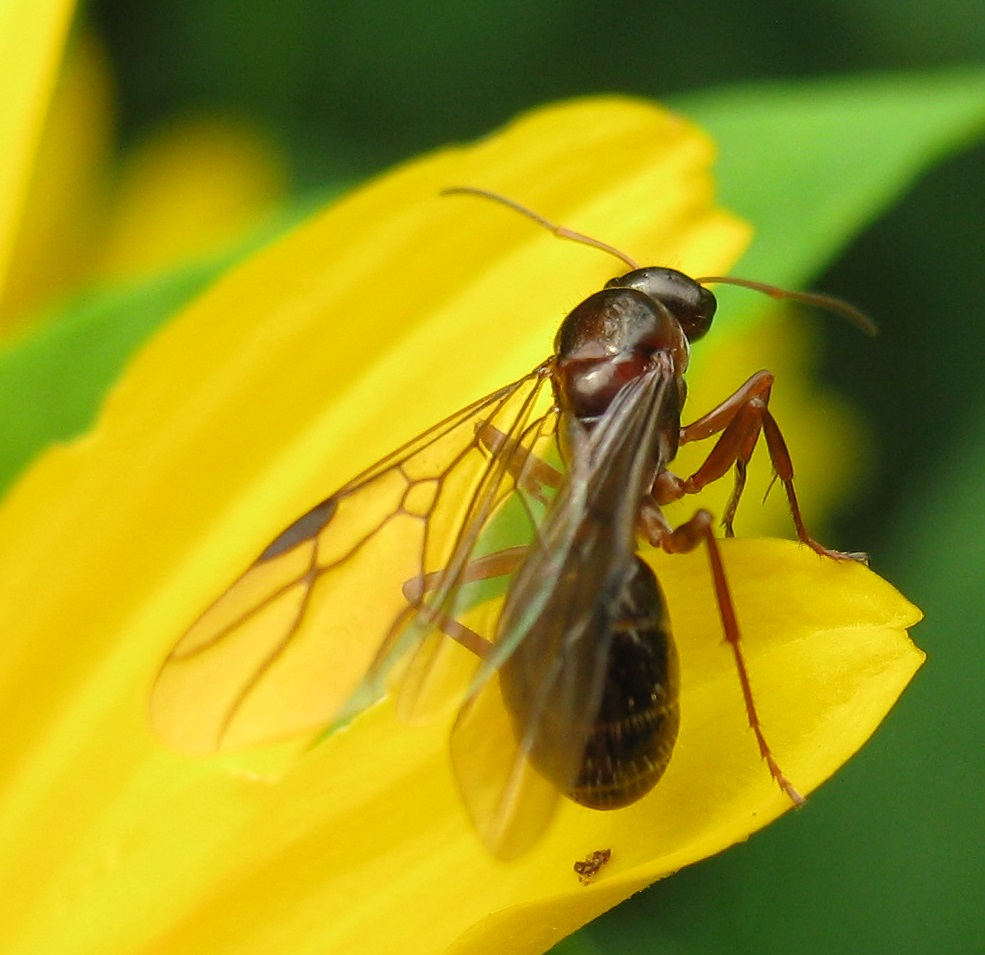
Formica neogagates, ejemplar alado, tribu Formicini

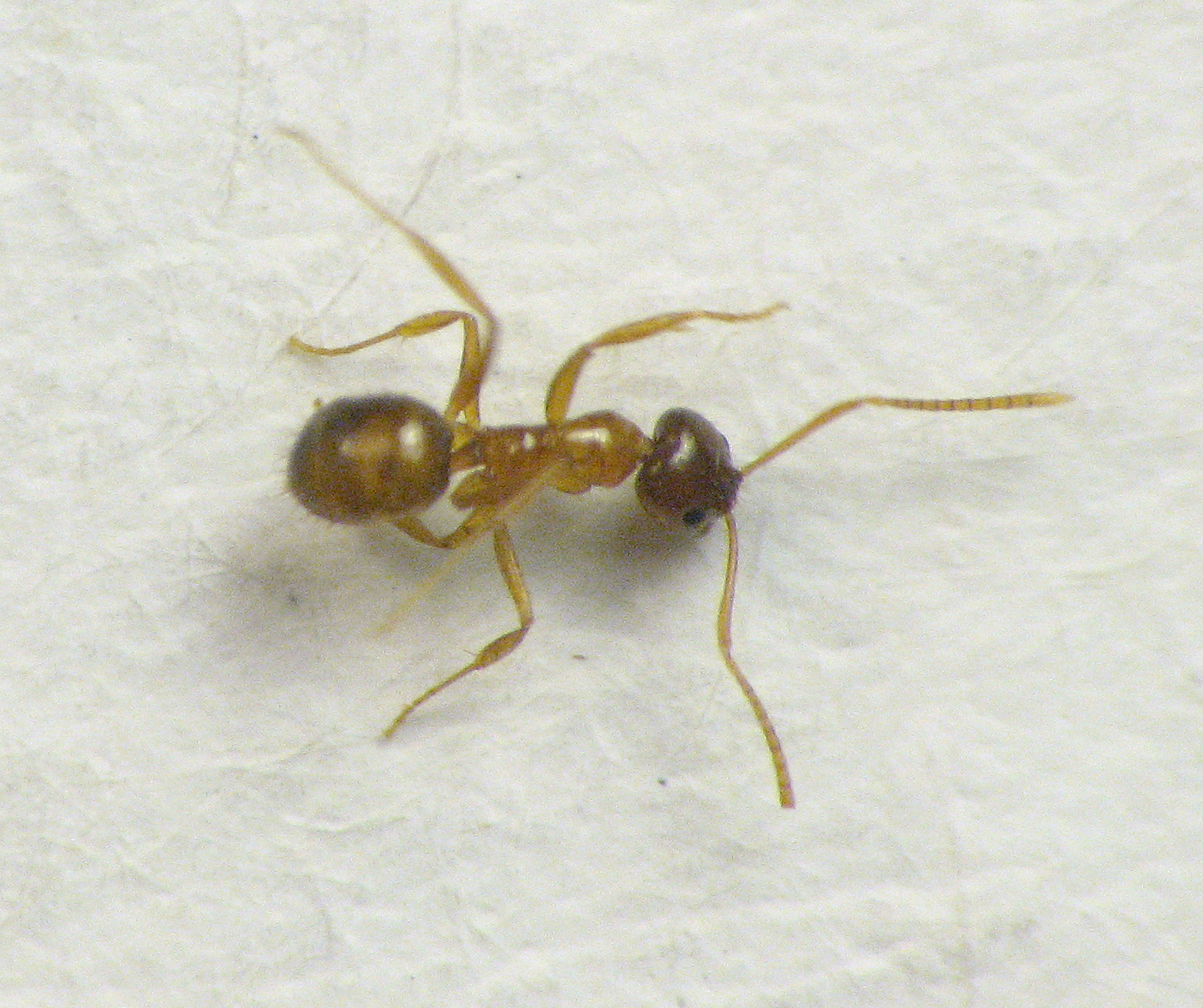
Nylanderia flavipes, tribu Plagiolepidini

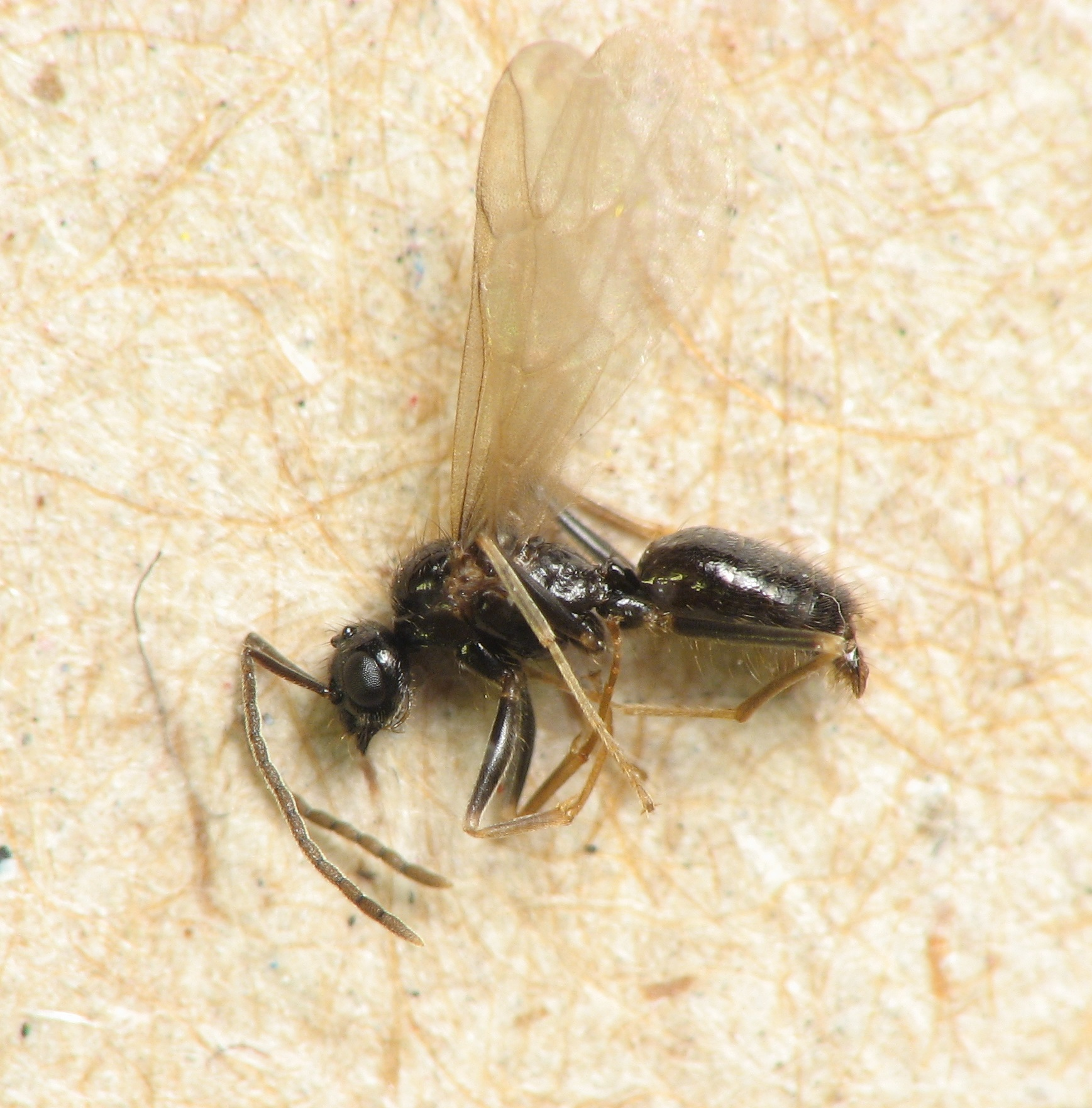
Prenolepis imparis, macho, tribu Lasiini

Formicinae es una subfamilia de la familia Formicidae. Son hormigas con aguijón muy reducido, pero con una gran glándula y gran saco de veneno que inoculan por medio de un poro. Usan ácido fórmico, característico de este grupo de hormigas. Carecen de postpecíolo. Sus más de 3300 especies se distribuyen por todo el planeta, excepto la Antártida.

## Taxonomía
Se reconocen los siguientes taxones:
- Camponotini Forel, 1878
  - Calomyrmex Emery, 1895
  - Camponotus Mayr, 1861
  - † Chimaeromyrma Dlussky, 1988
  - Colobopsis Mayr, 1861
  - Dinomyrmex Ashmead, 1905
  - Echinopla Smith, 1857
  - Opisthopsis Dalla Torre, 1893
  - Overbeckia Viehmeyer, 1916
  - Polyrhachis Smith, 1857
  - † Pseudocamponotus Carpenter, 1930
- Formicini Latreille, 1809
  - Alloformica Dlussky, 1969
  - Bajcaridris Agosti, 1994
  - Cataglyphis Foerster, 1850
  - † Cataglyphoides Dlussky, 2008
  - † Conoformica Dlussky, 2008
  - Formica Linnaeus, 1758
  - Iberoformica Tinaut, 1990
  - Polyergus Latreille, 1804
  - Proformica Ruzsky, 1902
  - † Protoformica Dlussky, 1967
  - Rossomyrmex Arnol'di, 1928
- Gesomyrmecini Ashmead, 1905
  - Gesomyrmex Mayr, 1868
  - † Prodimorphomyrmex Wheeler, 1915
  - † Sicilomyrmex Wheeler, 1915
- Gigantiopini Ashmead, 1905
  - Gigantiops Roger, 1863
- Lasiini Ashmead, 1905
  - Cladomyrma Wheeler, 1920
  - Euprenolepis Emery, 1906
  - † Glaphyromyrmex Wheeler, 1915
  - Lasius Fabricius, 1804
  - Myrmecocystus Wesmael, 1838
  - Nylanderia Emery, 1906
  - Paraparatrechina Donisthorpe, 1947
  - Paratrechina Motschoulsky, 1863
  - Prenolepis Mayr, 1861
  - Pseudolasius Emery, 1887
  - Zatania LaPolla, Kallal & Brady, 2012
- Melophorini Forel, 1912
  - Lasiophanes Emery, 1895
  - Melophorus Lubbock, 1883
  - Myrmecorhynchus André, 1896
  - Notoncus Emery, 1895
  - Notostigma Emery, 1920
  - Prolasius Forel, 1892
  - Pseudonotoncus Clark, 1934
  - Stigmacros Forel, 1905
  - Teratomyrmex McAreavey, 1957
- Myrmelachistini Forel, 1912
  - Brachymyrmex Mayr, 1868
  - Myrmelachista Roger, 1863
- Myrmoteratini Emery, 1895
  - Myrmoteras Forel, 1893
- Oecophyllini Emery, 1895
  - Oecophylla Smith, 1860
- Plagiolepidini Forel, 1886
  - Acropyga Roger, 1862
  - Agraulomyrmex Prins, 1983
  - Anoplolepis Santschi, 1914
  - Aphomomyrmex Emery, 1899
  - Bregmatomyrma Wheeler, 1929
  - Lepisiota Santschi, 1926
  - Petalomyrmex Snelling, 1979
  - Plagiolepis Mayr, 1861
  - Tapinolepis Emery, 1925
- Santschiellini Forel, 1917 (sinónimo Gesomyrmecini)
  - Santschiella Forel, 1916
- incertae sedis
  - † Camponotites Steinbach, 1967
  - † Curtipalpulus Hong, 2002
  - † Drymomyrmex Wheeler, W.M., 1915
  - † Eoleptocerites Hong, 2002
  - † Eurytarsites Hong, 2002
  - † Fushuniformica Hong, 2002
  - † Heeridris Dlussky & Putyatina, 2014
  - † Huaxiaformica Hong, 2002
  - † Imhoffia Heer, 1849
  - † Kyromyrma Grimaldi & Agosti, 2000
  - † Leptogasteritus Hong, 2002
  - † Leucotaphus Donisthorpe, 1920
  - † Liaoformica Hong, 2002
  - † Longiformica Hong, 2002
  - † Magnogasterites Hong, 2002
  - † Orbicapitia  Hong, 2002
  - † Ovalicapito Hong, 2002
  - † Ovaligastrula Hong, 2002
  - † Protrechina Wilson, 1985
  - † Sinoformica Hong, 2002
  - † Sinotenuicapito Hong, 2002
  - † Wilsonia Hong, 2002